# Joodse begrafenis
Een joodse begrafenis is het samenstel van gewoonten en rituelen die uit het religieuze jodendom voortkomen. Religieuze joden worden begraven op een joodse begraafplaats. Joden worden snel na het overlijden begraven. Volgens de Joodse wetten zou dit bij voorkeur meteen moeten gebeuren, maar de Nederlandse Wet op de lijkbezorging bepaalt dat er tussen overlijden en begraven ten minste 36 uur moeten zitten. Er kan wel dispensatie worden verleend. Ook in andere landen houden Joden zich aan de daar geldende wetten. Vanzelfsprekend wordt er op de sabbat niet begraven, maar wel op feestdagen.

## Het sterven en voorbereidingen voor de begrafenis

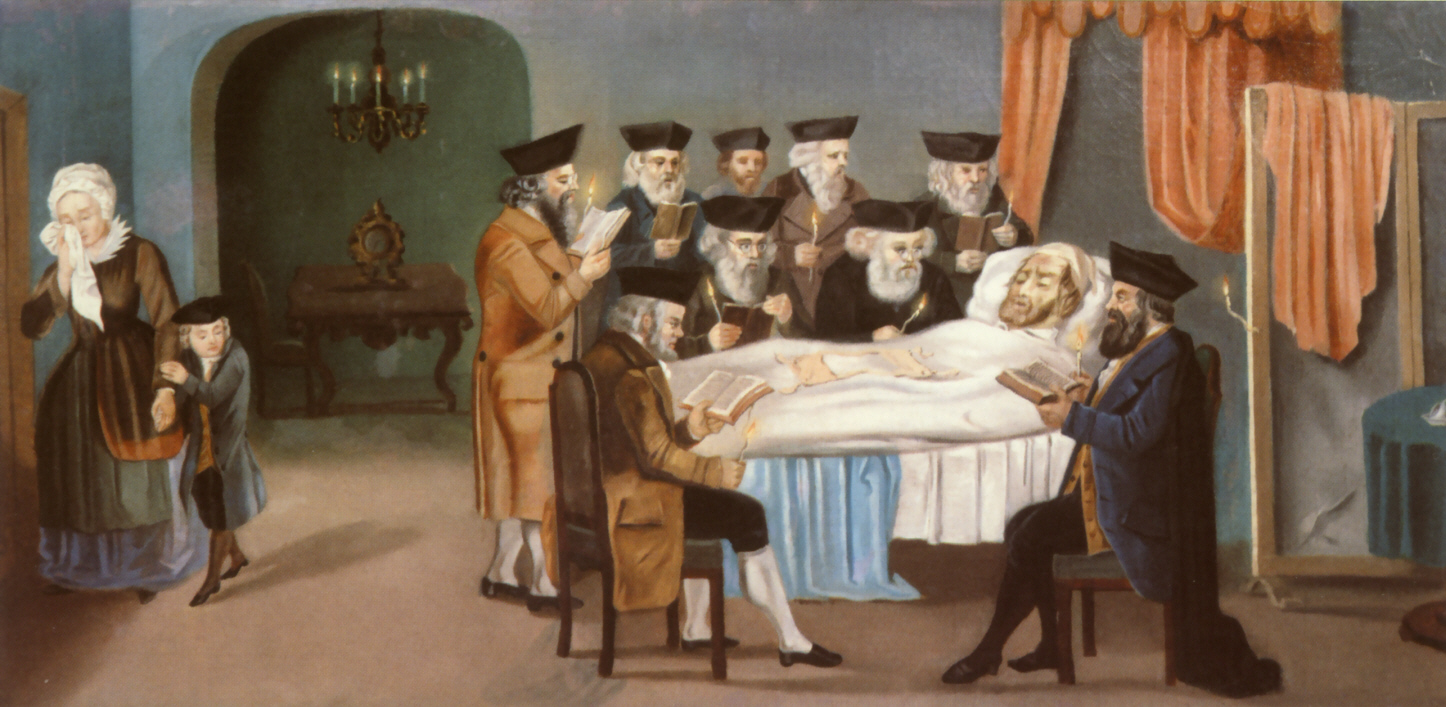
De broederschap voor de begrafenis in Praag zegt Kaddisj bij de stervende, rond 1772

Het jodendom kent geen voorbereiding op de begrafenis als de persoon nog leeft. Activiteiten die hiermee samenhangen, zoals een doodskist bestellen, kaarten vorm te geven etc. zijn verboden. Als van iemand vaststaat dat hij of zij drie dagen of minder te leven heeft, wordt de persoon een stervende genoemd. Een stervende mag geen moment alleen gelaten worden, en het laatste deel van zijn of haar leven moet zo prettig mogelijk gemaakt worden, zelfs als daarbij de geboden en verboden van de sjabbat of joodse feestdagen overtreden worden. Euthanasie is echter verboden. Daarentegen mag ook niets gedaan worden om de ziel te belemmeren het lichaam te verlaten. Zinloos medisch handelen kan dan ook worden stopgezet bij een stervende.
Tijdens het sterven wordt het Sjema gebeden, bij voorkeur zodat het woord "één (God)" samenvalt met de laatste ademtocht. Na het overlijden steekt men een speciale kaars aan, die tijdens de gehele rouwperiode van een jaar blijft branden, en bedekt men de ramen in het huis van de overledene.
Als de persoon overleden is wordt het lichaam bedekt met een laken en naar een speciale ruimte gebracht, waar de rituele reiniging plaatsvindt. Overleden mannen worden door mannen gereinigd, vrouwen door vrouwen, maar in elk geval kijkt men niet naar het lichaam van de overledene. Het reinigen gebeurt in stilte, tenzij het echt nodig is om iets te zeggen. Over het algemeen wordt de reiniging niet door familieleden gedaan. Vroeger werd de rituele reiniging gedaan in het metaheerhuis op de begraafplaats, maar die gewoonte is verlaten. Tijdens de rituele reiniging wordt driemaal lauw water over het lichaam uitgegoten, onder het uitspreken van een bijbelvers (Leviticus 16:30). Het haar van de overledene wordt gekamd en de nagels schoongemaakt. Daarna wordt eenvoudige linnen doodskleding aangedaan, die met de hand genaaid moet zijn door familieleden. Het lichaam wordt in een eveneens eenvoudige doodskist gelegd.
De voorkeur in het jodendom is de overledene niet in een kist te begraven, maar men heeft zich aangepast aan de wetgeving. In Nederland was een begrafenis in een kist eerder verplicht. Een overleden man wordt vaak zijn talliet omgedaan, waarvan de tsietsiet (gebedskwasten, franjedraden) zijn afgeknipt.
De overledene wordt in het jodendom niet opgebaard. Er worden ook geen rouwkaarten verstuurd, omdat de begrafenis zo snel mogelijk plaatsvindt.

## Begrafenis

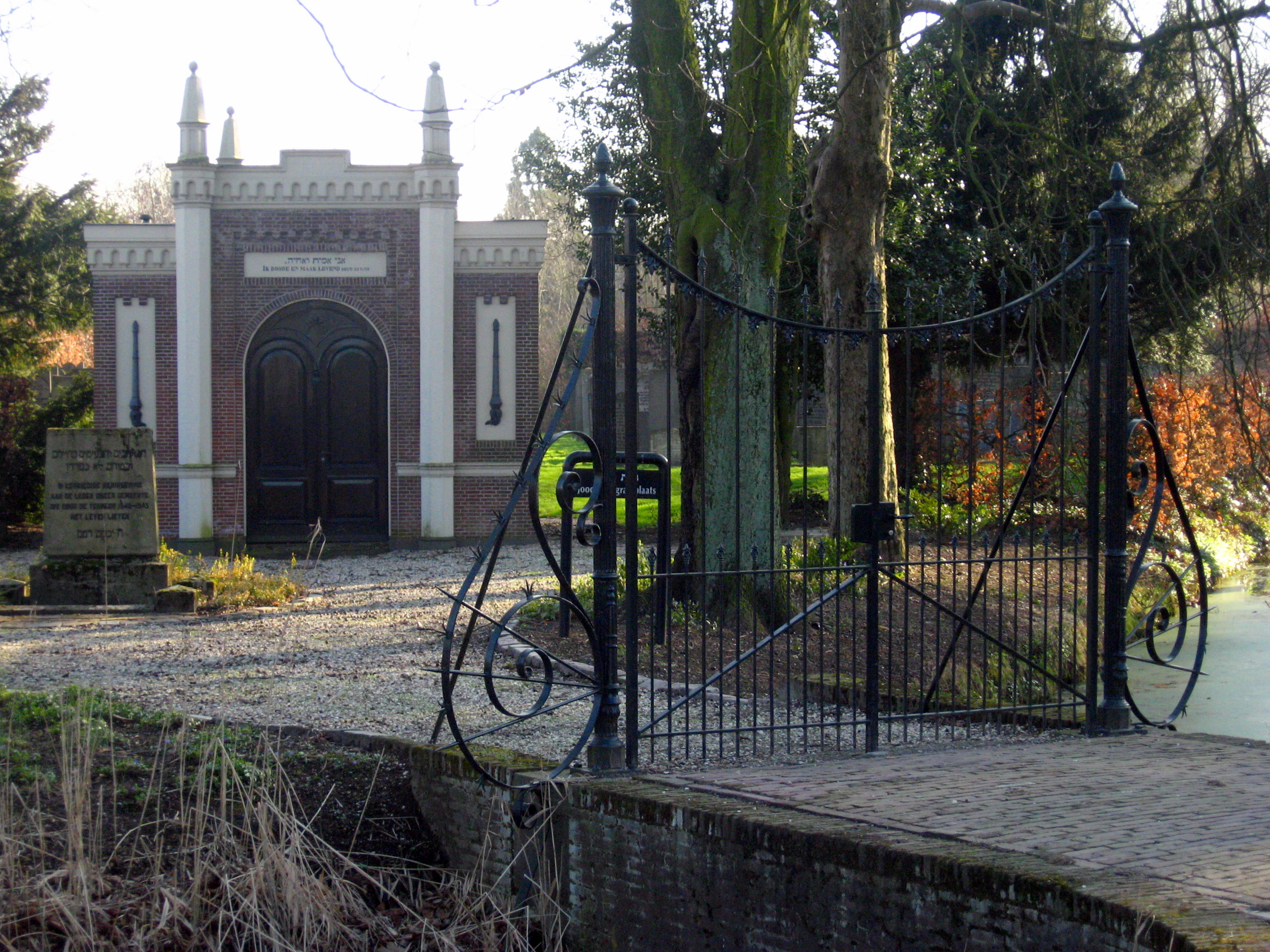
Joodse begraafplaats met metaheerhuisje, Dordrecht

De begrafenis zelf is ook eenvoudig. Dit vindt enerzijds grond in een geschrift van rabbi Gamliel II, die in zijn tijd waarnam dat mensen armlastig werden door een te dure begrafenis, maar anderzijds in Job 1:21 
Met lege handen komt men op de wereld en met lege handen verlaat men de aarde ook weer
Er wordt geen muziek gespeeld en er zijn geen bloemen of kransen. De familieleden hebben al bij het overlijden als teken van rouw een scheur in hun kleding aangebracht. Liberale joden laten deze scheur achterwege.
Alleen als de overledene een rabbijn is, verloopt de begrafenis anders. Er wordt dan in aanwezigheid van de overledene een dienst gehouden, waarbij zeven keer om de kist heen wordt gelopen en er op een ramshoorn, de sjofar, geblazen wordt.

De kist wordt bedekt met een zwarte doek en naar het metaheerhuis op de begraafplaats gebracht. Daar vindt een dienst plaats, met voorspraak ten behoeve van de overledene. Na het gebed wordt een lijkrede uitgesproken, waarin de goede eigenschappen van de dode worden herdacht, evenals zijn goede maatschappelijk kwaliteiten. Iedereen kan daarbij het woord voeren. Vervolgens wordt de dode onder het reciteren van bepaalde psalmen ten grave gedragen. Als de kist in het graf wordt geplaatst, wordt vers Daniël 12:13 uitgesproken: 
Ga naar uw eindbestemming en blijf rusten, om weer op te staan volgens uw lot aan het einde der dagen
Na een langzame tocht over de begraafplaats komt men aan bij het graf. Vervolgens scheppen de aanwezigen (bij de orthodoxe joden alleen de mannen) elk drie scheppen aarde op en rond de kist; dit is echter geen verplichting. Daarbij zegt men een spreuk volgens Prediker 12:7 
De stof keert terug naar de aarde, waaruit ze ontstaan is; de ziel echter keert terug tot God, die haar gegeven heeft
De schep wordt niet doorgegeven maar telkens teruggezet, om niet de indruk te wekken dat er haast gemaakt moet worden bij het begraven. Het graf kan ook door de begrafenisondernemer gedicht worden. Soms wordt symbolisch aarde uit Israël op de kist gestrooid, of in een zakje onder het hoofd van de overleden gelegd.
Vervolgens worden meer gebeden en citaten uit de Talmoed en Thora gezegd. Tot slot zegt een van de eventuele kinderen van de overleden of een andere naaste verwant (bij orthodoxe joden alleen de mannen) aan het graf de kaddisj.

Het is niet de gewoonte bloemen of kransen te leggen. Na het laatste gebed vormen de aanwezigen twee rijen, waar de familieleden tussendoor lopen; zo zijn zij symbolisch weer op weg naar het leven. Daarbij spreken de aanwezigen deze wens uit: 
Moge God u troosten te midden van alle rouwenden om Jeruzalem en Zion
In Nederland en België is het gebruikelijk (maar geen regel) dat Joden worden begraven met het hoofd naar het westen en de voeten naar het oosten. Zodoende is het gezicht gericht naar de stad Jeruzalem. Joden geloven dat de messias, wanneer hij komt (in de heilige stad Jeruzalem), hen zal opwekken uit de dood en zal meenemen naar de hemel. Bij het verlaten van de begraafplaats worden de handen gewassen, onder het zeggen van een korte formule, een beracha.
Na de begrafenis eten de nabestaanden eerst brood en een ei. Het ei is symbool voor het leven: het lijkt dood te zijn, maar als het bebroed wordt komt er leven uit. Vervolgens is er een condoleancebijeenkomst, maar ook in de periode daarna is condoleren nog ruimschoots mogelijk. Voor de begrafenis worden – uit respect voor de dode – geen condoleances gegeven.

## Rouwperiode

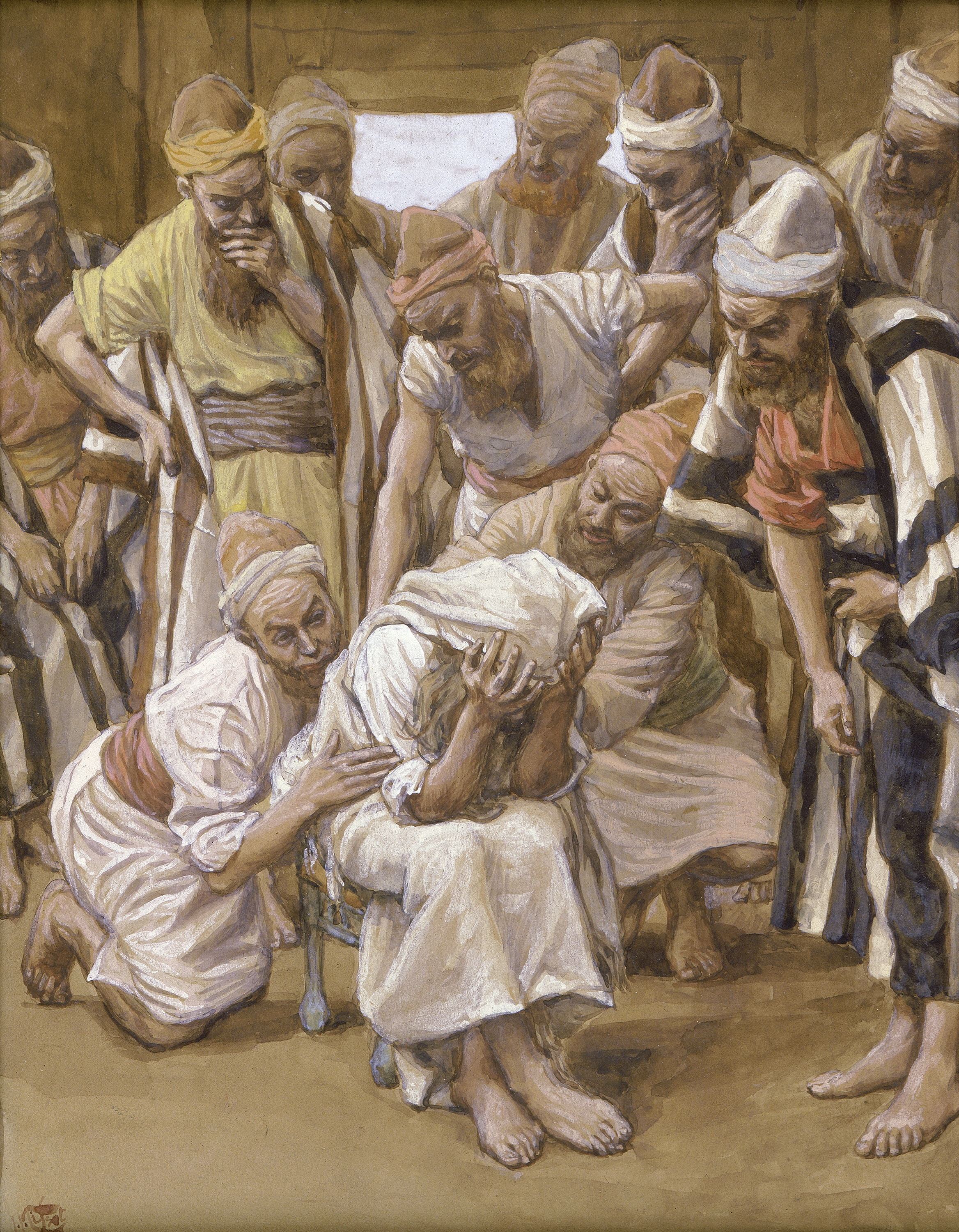
Jacob rouwt om zijn zoon Joseph, ca. 1896-1902, door James Tissot

Direct na de begrafenis neemt voor de naaste familie de zevendaagse periode van rouw, de sjivve, een aanvang, waarin de naaste familie het huis van de overledene niet mag verlaten, tenzij om eventueel in hun eigen huis te slapen. De nabestaanden mogen tijdens deze periode niet werken. Tijdens deze periode hebben de nabestaande de genoemde scheur in hun kleding en zitten zij op lage stoelen of op kussens. Mannen scheren zich in deze periode niet, en vrouwen dragen geen make-up.
In deze periode komt er als het goed is veel bezoek om de rouwende personen te troosten, te luisteren en te helpen, bijvoorbeeld door eten of drinken neer te zetten. De bezoekers zorgen er ook voor dat er een minjan is (10 volwassen mannen of in het liberale jodendom 10 mannen of vrouwen), zodat driemaal per dag kaddisj gezegd kan worden.
Na deze zeven dagen wordt de rouw iets verlicht. De mannen scheren zich dan nog steeds niet en vrouwen dragen geen sieraden, maar de rouwende mag zijn gewone leven en werk hervatten. Deze periode duurt 23 dagen, zodat de totale rouwperiode aan het eind een maand heeft geduurd. Voor een echtgenoot / echtgenote, ouder of kind duurt de rouwperiode een heel jaar volgens de joodse kalender, dus na genoemde periode nog 10 maanden. De rouwenden gaan dan niet uit naar bijvoorbeeld theater, bioscoop of andere feesten. Indien mogelijk wordt elke dag kaddisj gezegd, en zeker op de sterfdag volgens de joodse kalender.

## Grafsteen

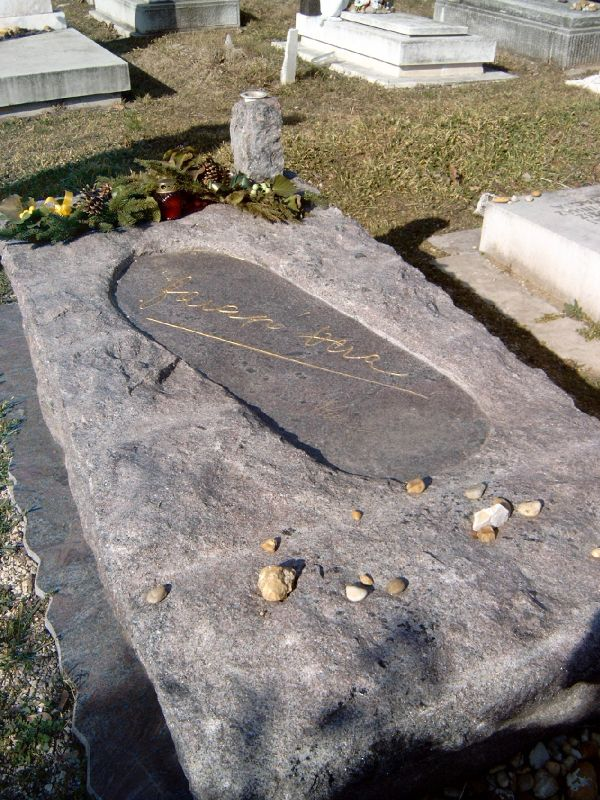
Door bezoekers achtergelaten steentjes op het graf van de Hongaarse actrice Faragó Vera

Meestal wordt pas na het rouwjaar op het graf een grafsteen (matseiwa) geplaatst. De grafsteen is net zoals al het andere in verband met de begrafenis eenvoudig en niet versierd. Wel zijn er op sommige graven enige onderscheidende tekens aangebracht ( zie Joodse begraafplaats). Er wordt nergens bij de begrafenis verschil gemaakt tussen arm of rijk. In sommige landen mag de grafsteen al na paar weken geplaatst worden, wat te maken heeft met hoe hard de ondergrond is. Bij de onthulling van de steen zegt men in orthodoxe kringen de achtregelige coupletten op uit psalm 119. De coupletten worden gekozen volgens de naam van de overledene. De coupletten uit psalm 119 beginnen elk met andere een letter uit het Hebreeuwse alfabet.
Bij de liberale joden is de ceremonie enigszins anders. Er wordt een deel uit de Thora gelezen, of uit de Talmoed. Het zingen uit psalm 119 doet men niet.
Ten minste eenmaal per jaar bezoeken de nabestaanden het graf, op de zondag voor Rosj Hasjana, het joods nieuwjaar. Ook dan worden geen bloemen neergelegd, maar een steentje.
Een joods graf wordt op de joodse begraafplaats nooit geruimd; het graf blijft eeuwig bestaan. Gevolg is dat bij ruimtegebrek graven boven elkaar worden gemaakt zoals op de oude Joodse begraafplaats in Praag.